# Dejan Tiago-Stanković
Dejan Tiago-Stanković (Beograd, 2. novembar 1965 — Lisabon, 21. decembar 2022) bio je srpski i portugalski pisac i književni prevodilac. Prevodio je na srpski neke od najznačajnijih portugalskih i na portugalski neke od najznačajnijih srpskih pisaca. Počeo je da piše relativno kasno i objavio je svega dva romana i jednu zbirku pripovedaka. Oba romana su nagrađena, a roman Estoril je u Portugaliji ušao u školsku lektiru.

## Biografija
Dejan Tiago-Stanković rođen je u Beogradu, gde se i školovao. Diplomirao je arhitekturu, ali se njom nikada nije bavio. Po završetku studija, 1991. godine, otišao je u London, a potom 1995. u Lisabon, gde je dobio i portugalsko državljanstvo.
Živeo je i radio u Lisabonu. Prevodio je i pisao na srpskom i portugalskom jeziku. Osim fikcije pisao je i kreativnu nefikciju za brojne srpske, hrvatske, portugalske, britanske i brazilske pisane medije. Bio je kolumnista beogradskog nedeljnika NIN. Jedan je od potpisnika Deklaracije o zajedničkom jeziku.
Preminuo je 21. decembra 2022. godine u Lisabonu. Komemoracija je održana 29. decembra 2022. u Jugoslovenskoj kinoteci u Beogradu. Kremiran je na Novom groblju u Beogradu.

## Književni rad
Preselivši se u Lisabon, Tiago-Stanković počeo je da se bavi prevodilačkim radom, zatim i književnim prevođenjem, a u četrdesetima je počeo i sam da piše. Kako sam kaže u pogovoru 2. izdanja knjige Odakle sam bila više nisam, spisateljski zanat je učio od najboljih, upravo prevodeći književna dela svojih omiljenih pisaca sa srpskog na portugalski i sa portugalskog na srpski, u čemu je bio pionir. S obzirom da se književnim stvaralaštvom bavio svega 10 godina, uspeo je da napiše samo dva romana i jednu zbirku pripovedaka, ali su mu oba romana nagrađena, a Estoril je u Portugaliji ušao u program školske lektire.

### Prevodilački rad

#### Na srpski
- Žoze Saramago
  - Sedam Sunaca i Sedam Luna
  - Jevanđelje po Isusu Hristu
  - Slepilo (roman)
- Žoze Kardozo Pireš
- Fernando Pesoa
- Gregorio Duvivier[8]

##### Na portugalski
- Ivo Andrić
  - Na Drini ćuprija 
  - Prokleta avlija
- Miloš Crnjanski
  - Embahade
- Dragoslav Mihailović
  - Kad su cvetale tikve
- Dušan Kovačević
  - Profesionalac (pozorišna predstava)

### Književna dela
- Odakle sam bila više nisam i druge lisabonske priče (Geopoetika, 2012)[9]
- Estoril, ratni roman (Geopoetika, 2015)[10]
- Zamalek, roman o kismetu, 2020.[11]

## Nagrade i priznanja
Njegov roman Estoril : ratni roman višestruko je nagrađivan, a ušao je i u program školske lektire u Portugaliji:
- Dobitnik Nagrade Branko Ćopić koju dodeljuje Srpska akademija nauka i umetnosti[12]
- Dobitnik Britanske nagrade HWA Crowns Literary Award by The Historical Writers’ Association, 2018.[13]
- Finalista za Knjižavnu nagradu Prémio Fernando Namora, Estoril-Sol, 2017.[14]

Za roman Zamalek dobio je Nagradu Evropske unije za književnost (EUPL)

## Spoljašnje veze
- VIDEO Odliv mozgova: Dejan Tiago Stanković (1965-2022)
- "Zapisi & Prepevi" Blog Dejana Tiago-Stankovića
- Dejan Tiago Stanković: Književna 'kometa' i uvek odani, nasmejani prijatelj (B92, 21. decembar 2022)
- Lisabonska proleća s beogradskim prijateljem („Politika”, 11. januar 2023)